# Peugeot 5008
De Peugeot 5008 is een MPV/cross-over van het Franse automerk Peugeot en werd in 2009 aan het publiek voorgesteld op de Internationale Automobilausstellung (IAA) te Frankfurt. Gezien de nauwe samenwerking tussen Peugeot en Citroën in de PSA Peugeot Citroën dient de 5008 als evenbeeld van de Citroën C4 Picasso.
De eerste generatie was de eerste midi-MPV die bij Peugeot in productie ging. Hij kreeg een tweede generatie in september 2016.
In 2010 won de wagen de prijs van "MPV Car of the Year", uitgereikt door het Britse autotijdschrift What Car?
in 2012 zijn wereldwijd 215.100 exemplaren van de 5008 geproduceerd.
Van Euro NCAP kreeg de auto in 2009 vijf sterren.

## Eerste generatie (2009-2016)
|                                 |  |  |
| Peugeot 5008 (eerste generatie) |  |  |

De eerste generatie 5008 deelt haar onderhuids structuur en mechanische componenten met de eerste generatie Citroën C4 Grand Picasso. De 5008 was verkrijgbaar in Noord-Afrika, Zuid-Amerika, Australië en Europa.

### Motoren
De eerste generatie 5008 was verkrijgbaar met drie benzinemotoren. Een 1,2 en een 1,6 VTi motor met beide 118 pk, en een 1,6 THP motor met 154 pk. Evenals de Peugeot 3008, waarmee hij zijn onderstel deelt, is de Peugeot verkrijgbaar met drie dieselmotoren. Een 1,6 HDI met 108 pk, een twee uitvoeringen van een 2,0 HDI met 148 pk of 161 pk. Daarnaast kreeg dit model nog een facelift in 2014, waarbij in lichte mate het interieur en knopinrichting mediasystemen werden geüpdatet en de neus en koplampen van een meer strakker, esthetisch design werd voorzien. De facelift grill en koplampen zijn dan ook kenmerkend voor modellen tussen 2013 en 2017.

## Tweede generatie (2017-heden)
|                                 |  |  |
| Peugeot 5008 (tweede generatie) |  |  |

De tweede generatie 5008 werd onthuld op 7 september 2016 tijdens de Paris Motor Show. De 5008 II wordt geassembleerd in Rennes, Frankrijk en in de Chinese plaats Chengdu.
De 5008 II wordt geplaatst als SUV-model en is feitelijk een verlengde versie van de 3008. Specifieke vernieuwingen zijn de grille en voorbumper, en een verchroomde boog die naar achter loopt. In het interieur bevindt een aanraakscherm van 20 cm met een optionele head-up display.